# Kabugao
Kabugao est une ville de 2e classe, capitale de la province d'Apayao aux Philippines. Selon le recensement de 2010 elle est peuplée de 17 796 habitants.

## Barangays
Kabugao est divisée en 21 barangays.
- Badduat
- Baliwanan
- Bulu
- Dagara
- Dibagat
- Cabetayan
- Karagawan
- Kumao
- Laco
- Lenneng
- Lucab
- Luttuacan
- Madatag
- Madduang
- Magabta
- Maragat
- Musimut
- Nagbabalayan
- Poblacion
- Tuyangan
- Waga

## Démographie
| Année | Habitants | Évolution |
| ----- | --------- | --------- |
| 1995  | 12 710    | -         |
| 2000  | 13 985    | 10,03 %   |
| 2007  | 14 529    | 3,89 %    |
| 2010  | 17 796    | 22,49 %   |